# آرو (کرس جنوبی)
آرو (به فرانسوی: Arro) یک منطقهٔ مسکونی در فرانسه است که در canton of Cruzini-Cinarca واقع شده‌است. آرو ۰٫۸ کیلومتر مربع مساحت دارد ۱۵۰ متر بالاتر از سطح دریا واقع شده‌است.